# 대한장애인다트연맹
대한장애인다트연맹(大韓障礙人다트聯盟, Korea Disabled Darts Federation, KDDF)는 대한민국의 장애인 다트를 관할하는 스포츠 행정 기구이다.

## 같이 보기
- 대한다트연맹
- 대한장애인체육회